# اندیس کرومیت نا زیل
کرومیت نا زیل یک اندیس فلزی است که در  استان سیستان و بلوچستان قرار دارد و مادهٔ معدنی موجود در آن، کرومیت است.سنگ میزبان این اندیس پریدوتیت تکتونیزه آلتره است و دیرینگی آن به دوران کرتاسه بالایی می‌رسد. 